# 多項式行列
数学における多項式行列（たこうしきぎょうれつ、英: polynomial-matrix）は、多項式（一変数あるいは多変数）を成分とする行列 (matrix of polynomial) を言う。この場合の「行列」は一般の矩形行列でもよいが、（多項式として）乗法が自由に行えないことは不便であるので、正方行列の範囲で考えることもよくある。
あるいは「多項式行列とは、行列係数の多項式のことである」と言ってもよい（抽象代数学の言葉を用いれば、係数環を R として、行列環 Mn(R[X]) と多項式環 (Mn(R))[X] は自然に環同型であると言い表せる）。すなわち一般に、一変数 x に関する次数 p の多項式行列 P は、定数（スカラー）の成分を持つ同じ型の行列 Ai (i = 1, …, p) で Ap は零行列でないものとして {\displaystyle P=\sum _{n=0}^{p}A_{n}x^{n}=A_{0}+A_{1}x+A_{2}x^{2}+\dotsb +A_{p}x^{p}} の形に書くことができる。例えば、{\displaystyle {\begin{pmatrix}1&x^{2}&x\\0&2x&2\\3x+2&x^{2}-1&0\end{pmatrix}}={\begin{pmatrix}1&0&0\\0&0&2\\2&-1&0\end{pmatrix}}+{\begin{pmatrix}0&0&1\\0&2&0\\3&0&0\end{pmatrix}}x+{\begin{pmatrix}0&1&0\\0&0&0\\0&1&0\end{pmatrix}}x^{2}} は 3 × 3 の二次多項式行列である。

## 性質
- 体上の多項式行列は、その行列式が係数体（英語版）の非零元に等しいときユニモジュラであるといい、そのときやはり多項式行列を逆行列に持つ。明らかなことだが、一次以上の任意の多項式の逆数はもはや多項式でなく有理式となるから、1 × 1 ユニモジュラ多項式行列（ユニモジュラ多項式）は次数零（つまり非零定数多項式）に限ることに注意。
- 複素数体上の多項式行列 P の根全体の成す集合は、複素数平面において rank P = 0 となるような点全体の成す集合に一致する。

通常の（つまり成分がスカラーの）正方行列 A に対し、変数 λ を係数体の任意の値をとるスカラーと看なすとき、多項式行列 λI − A は行列 A の特性行列、その行列式 |λI − A| は行列 A の特性多項式（固有多項式）と呼ばれる。

## 注